# Dicranota chorisa
Dicranota (Rhaphidolabis) chorisa là một loài ruồi trong họ Pediciidae. Chúng phân bố ở vùng Indomalaya.